# El taller del pintor
El taller del pintor (en francès, L'atelier du peintre) és una pintura d'oli sobre tela de Gustave Courbet, probablement la seva obra «més misteriosa». Fou pintat el 1855 i s'exposa des del 1986 al Museu d'Orsay de París. El nom complet, traduït al català, és El taller del pintor: al·legoria real que resumeix una fase de set anys de la meva vida artística.

## Història
El jurat de l'Exposició Universal de 1885 de París acceptà onze obres seves, però aquesta, la va refusar. Per tal motiu, i gràcies a l'ajuda de Jacques-Louis-Alfred Buyas, va obrir la seva pròpia exposició personal, el «Pavelló del realisme». La pintura rebé poques crítiques positives, com la d'Eugène Delacroix, que li donà suport. El quadre fou readquirit per la seva viuda, i es convertí en teló de fons del teatre de l'Hôtel Desfossés. El 1920 fou comprat pel Museu del Louvre per 700.000 francs.

## Estructura dels elements formals
És una pintura a l'oli d'estil realista francès: pretén plasmar la realitat de la forma més exacta possible. Prescindeix de símbols i esquemes i busca el detall, la màxima proximitat. Els colors ocresi marró hi predominen. La il·luminació impacta en la zona central, on destaca el paisatge que pinta el mestre i la figura de la Veritat, de manera que el fons roman en penombra. En les tonalitats fosques es veu una influència del barroc.
La llum entra per la dreta a través de la finestra. Il·lumina els personatges. Aquesta llum és molt difusa i groguenca. El quadre continua sent, no obstant això, prou fosc, cosa que prové del fet que Courbet solia pintar les seves teles amb un fons de negre per anar després a poc a poc cap als tons més clars. Al centre hi ha el pintor, Courbet, el seu model i el seu fill, elements més ben il·luminats. La resta banya dins una penombra pesada.

## Composició[2]
«El món ve perquè jo el retrati al meu estudi» en va dir Courbet, «a la dreta, tots els accionistes, és a dir els amics, els treballadors, els aficionats al món de l'art. A l'esquerra, l'altre món de la vida trivial, el poble, la misèria, la pobresa, la riquesa, els explotats, els explotadors, la gent que viu de la mort.» Les figures del quadre són representacions al·legòriques de diverses influències en la vida artística de Courbet.
La meitat dreta del quadre l'ocupen amics i personalitats influents en la carrera artística de Courbet, en total dotze, com ara George Sand, Charles Baudelaire o Pierre-Joseph Proudhon, o la seva dona, Caroline Ungher. Al centre se situa ell mateix (Courbet) i a l'esquerra, les diferents classes socials i subjectes de les seves obres: la pobresa (una dona alletant), un caçador furtiu amb trets de Napoleó III, un diari cobert d'un crani (segons Proudhon, són el cimentiri de les idees), un enterramorts (la mort), una prostituta (la vida)…. Al fons, apareix dos quadres del mateix Courbet que havien empipat els crítics quan es van exposar, La tornada de la fira i Les banyistes.
Al centre, un cavallet amb un gran paisatge de la seva terra natal, una dona nua, un nen i un gat blanc. La dona a la dreta de Courbet representa la figura al·legòrica de la Veritat nua que guía el pinzell de l'artista, desitjós de pintar quadres que reflecteixen fidelment la vida. El nen personifica la innocència. Darrere del cavallet, s'aprecia la figura d'un crucificat, que simbolitza l'art acadèmic, que tant va rebutjar.
A la dreta del quadre, hi ha els simpatitzants amb el món de l'art: el poeta Charles Baudelaire llegint, una parella burgesa que visita el taller, un nen que llegeix i escriu. En la meitat, hi ha una parella que s'abraça, representant l'amor lliure i al fons hi ha Pierre-Joseph Proudhon, el socialista utòpic.